# Bartłomiej Balcerzyk
Bartłomiej Balcerzyk (ur. ?) – polski prawnik i urzędnik unijny, w latach 2023–2024 p.o. dyrektora Przedstawicielstwa Komisji Europejskiej w Polsce.

## Życiorys
Absolwent I Liceum Ogólnokształcącego im. Oswalda Balzera w Zakopanem. Z wykształcenia prawnik, kształcił się na Uniwersytecie Humboldtów w Berlinie i University of Liverpool. Był zatrudniony m.in. w Biurze Parlamentu Europejskiego w Polsce. Od 2008 pracował w strukturach Komisji Europejskiej, w tym w Dyrekcji Generalnej ds. Ochrony Środowiska oraz Dyrekcji Generalnej Spraw Wewnętrznych i Migracji. Następnie przeszedł do Przedstawicielstwa Komisji Europejskiej w Polsce, gdzie objął stanowisko szefa Działu Komunikacji i Informacji Społecznej, a także wiceszefa. W 2023 po odejściu na emeryturę Marzenny Guz-Vetter objął tymczasowo stanowisko dyrektora tej instytucji. Zajmował je do lipca 2024.